# Willie McCarter
Willie J. McCarter (Gary, 26 luglio 1946 – Jackson, 18 aprile 2023) è stato un cestista e allenatore di pallacanestro statunitense, professionista nella NBA.

## Carriera
Venne selezionato dai Los Angeles Lakers al primo giro del Draft NBA 1969 (12ª scelta assoluta).